# Sonorama 2016

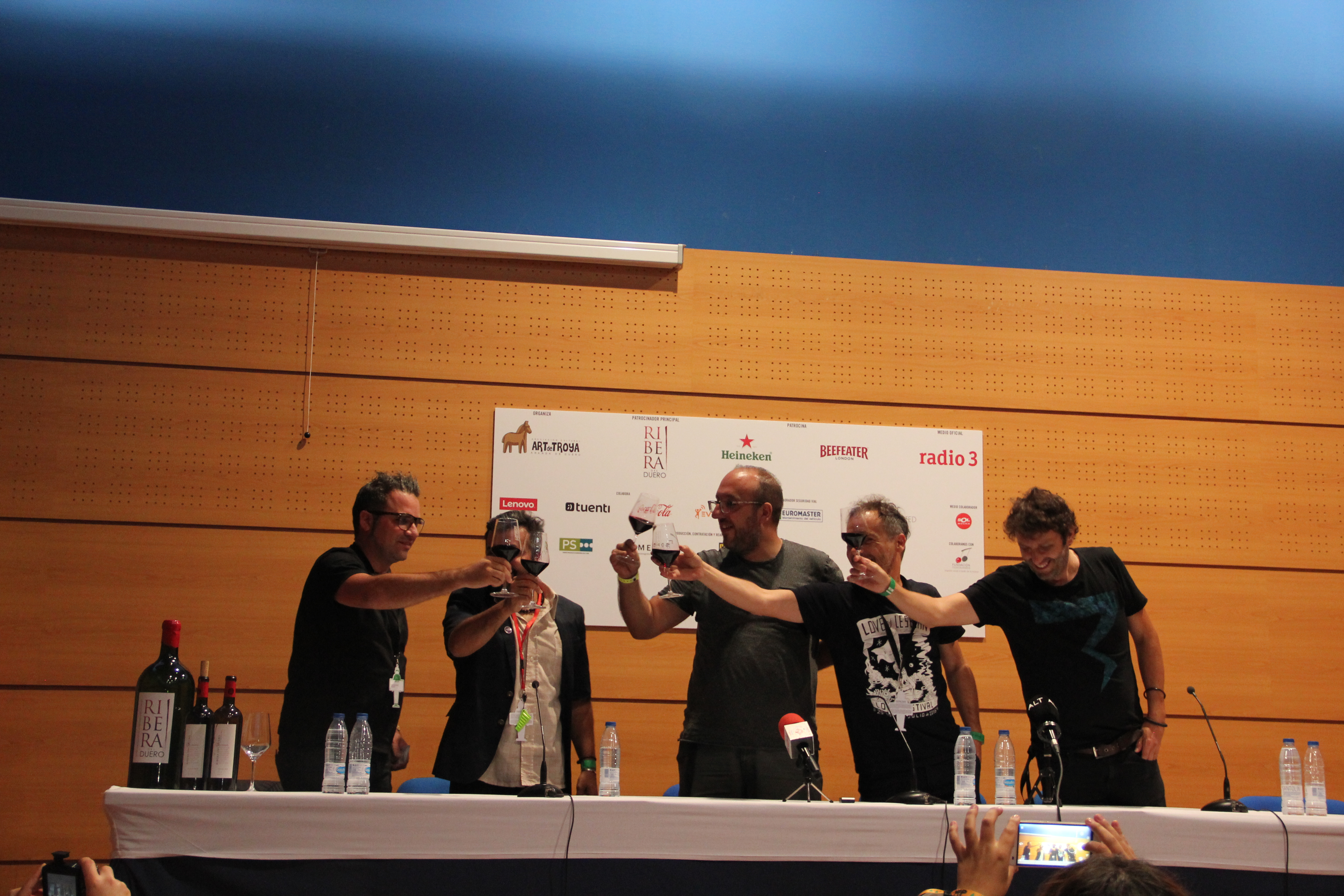
Rueda de prensa de Love of Lesbian durante el Sonorama 2016.

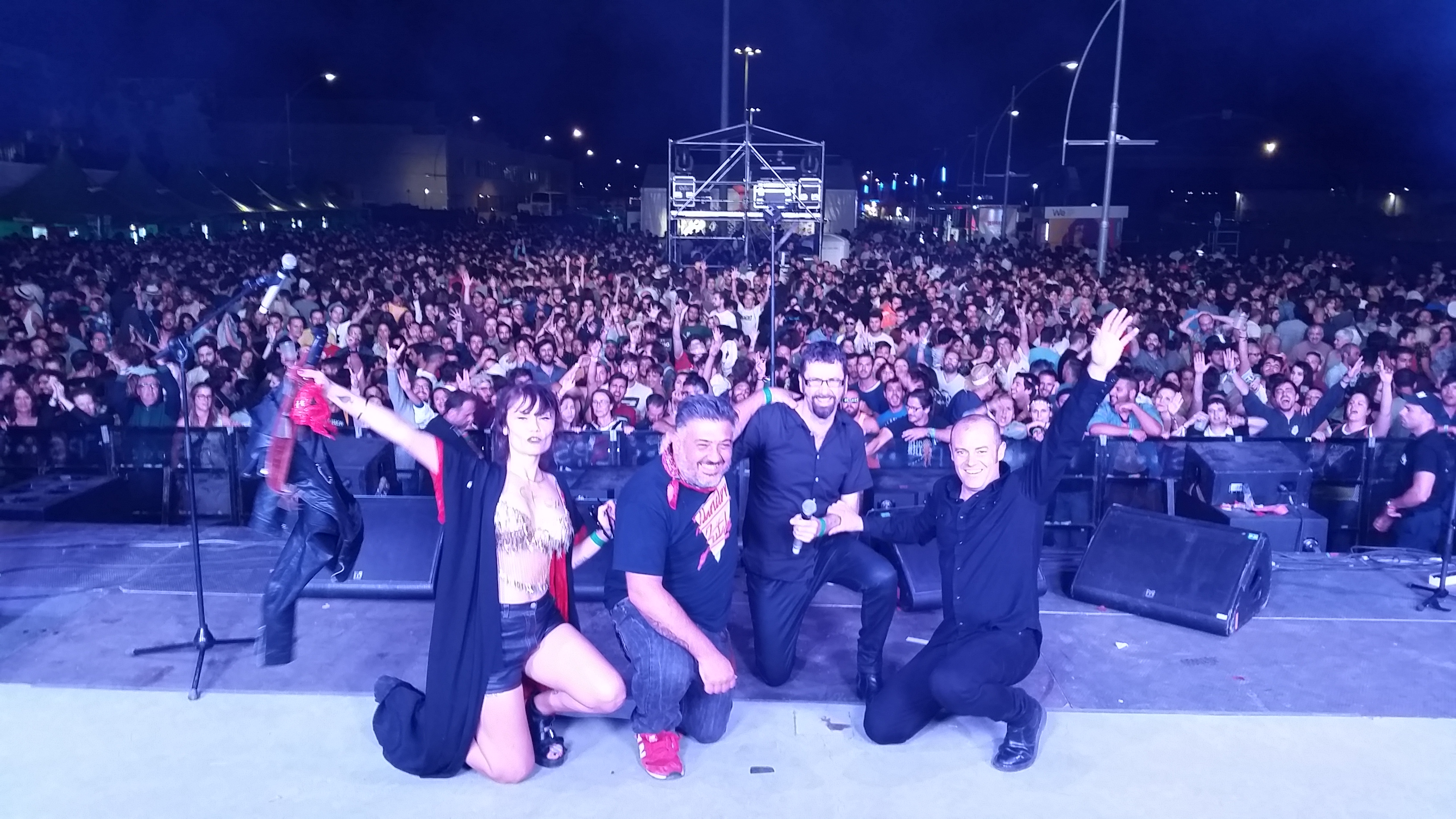
Concierto de Cycle durante el Sonorama 2016.

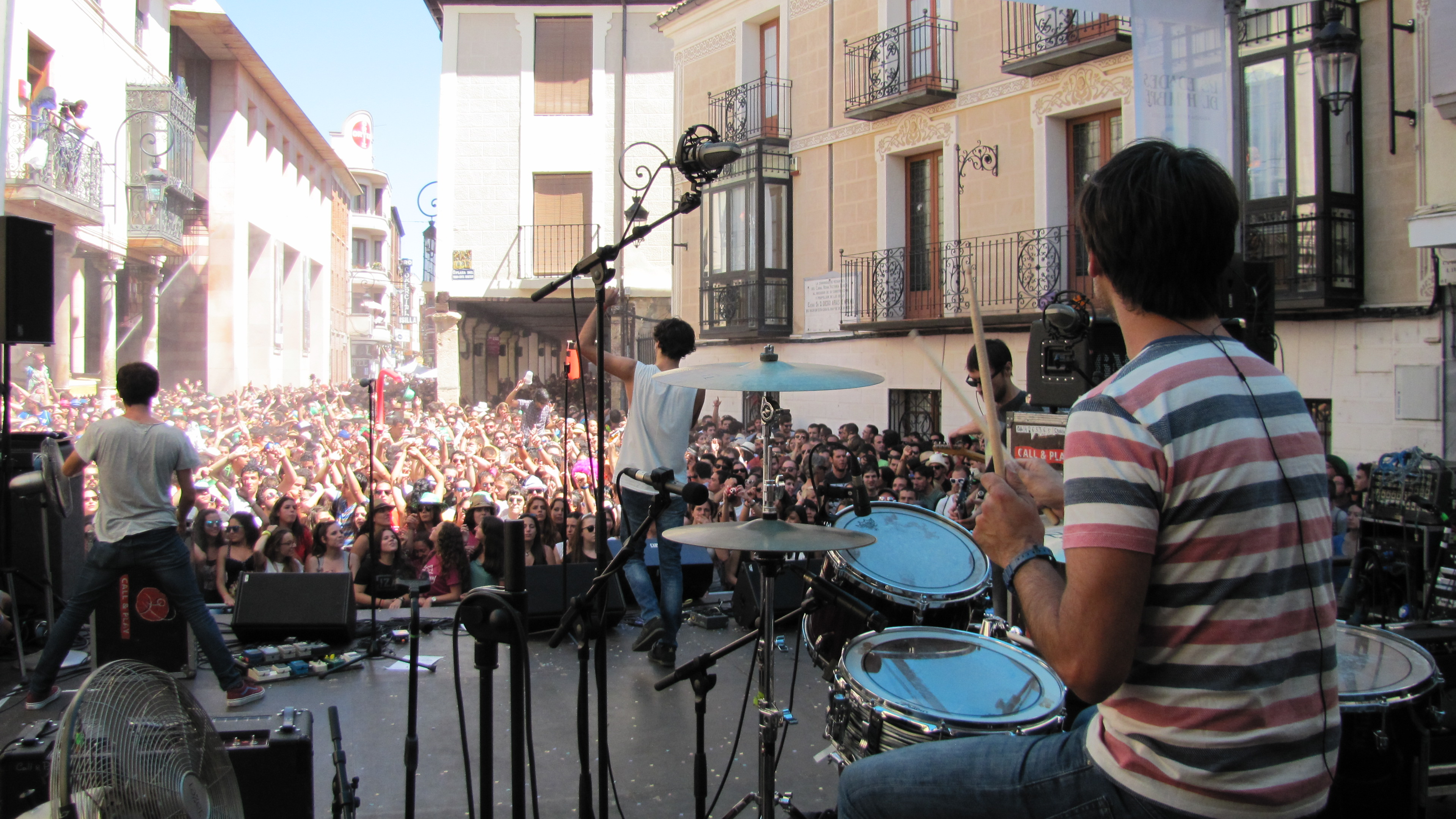
Concierto sorpresa de Second en la Plaza del Trigo en Sonorama 2014.

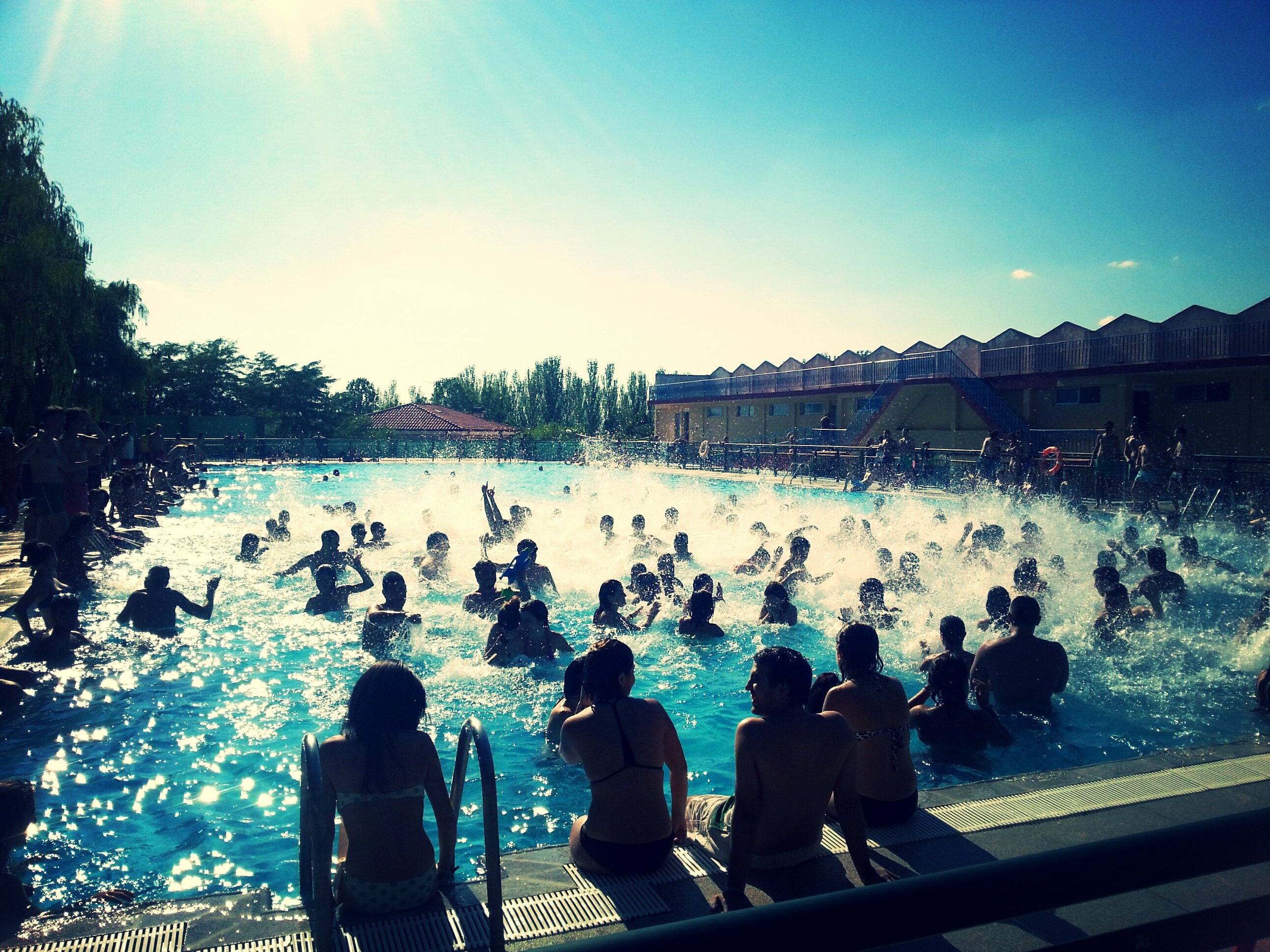
Fiesta en la piscina durante el festival en 2013.

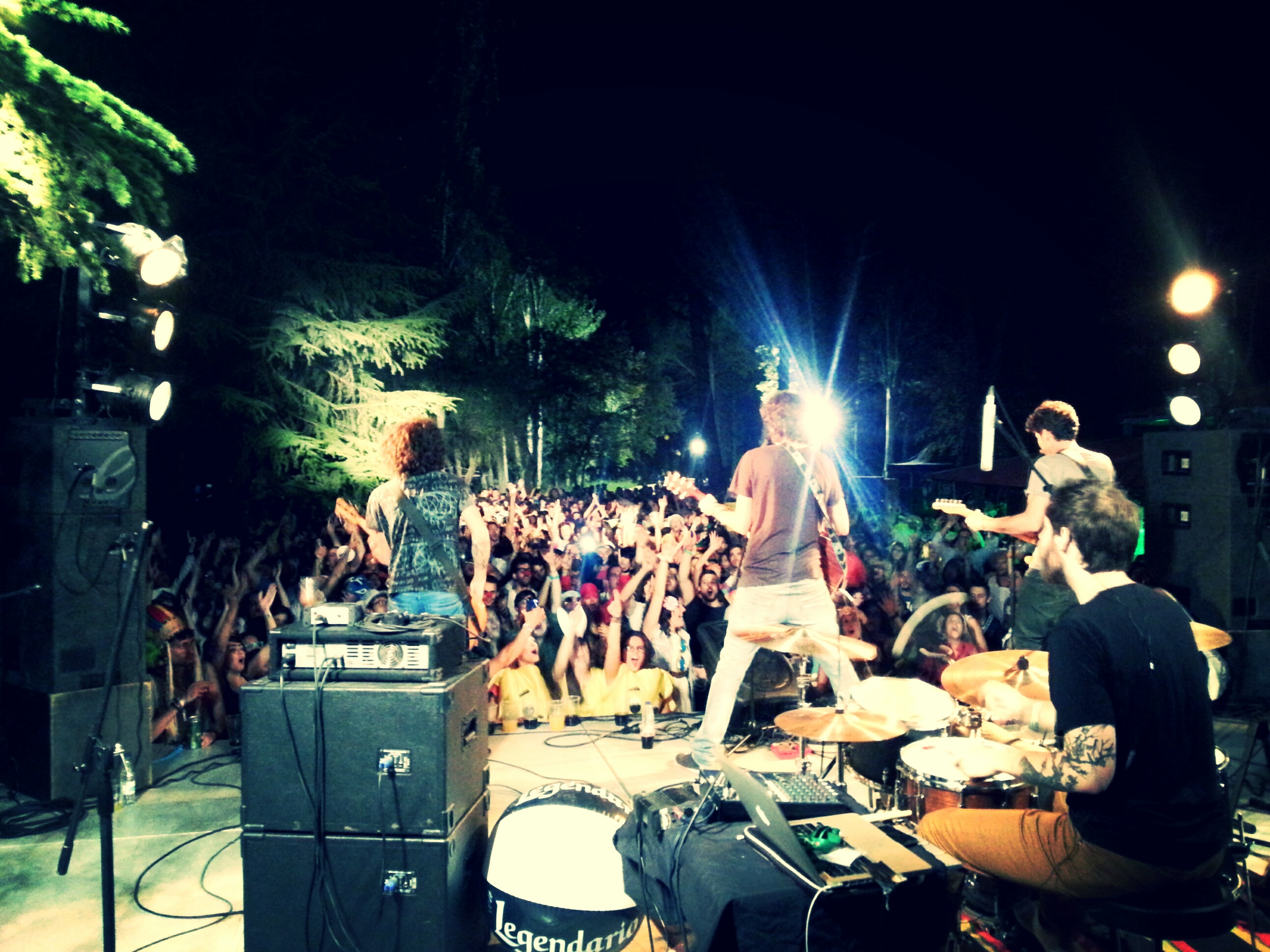
Concierto sorpresa de Izal, en el camping durante el festival en 2013.

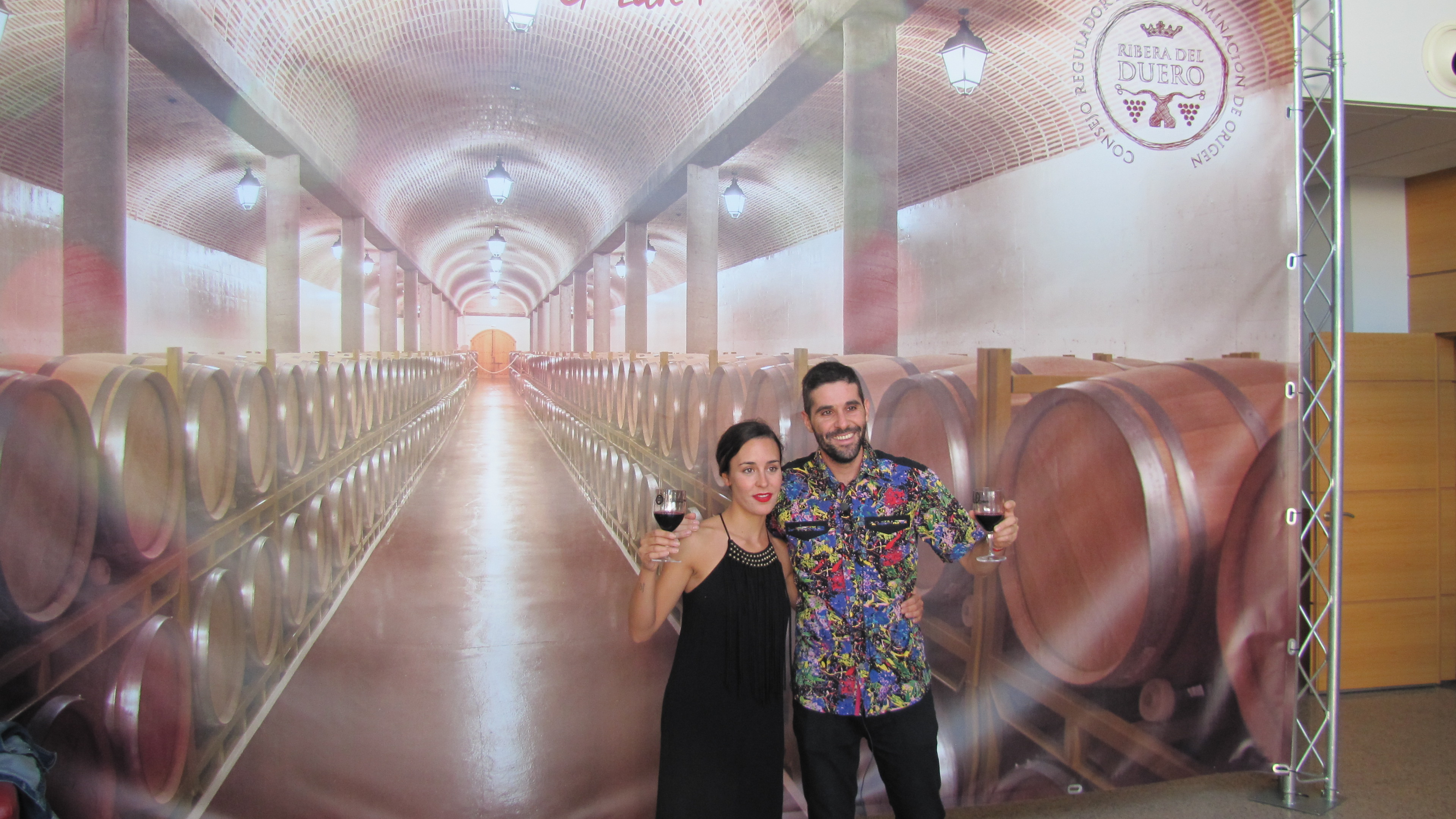
Fuel Fandango durante su rueda de prensa en Sonorama 2014.

Sonorama 2016, o Sonorama Ribera 2016, fue la XIX edición del Festival Sonorama, llevada a cabo en la ciudad de Aranda de Duero (Provincia de Burgos, España), a mediados de agosto de 2016, y organizada por la Asociación Cultural, y sin ánimo de lucro, "Art de Troya". Con una asistencia de más de 60.000 personas al festival, durante los 5 días de duración, se certificó como la edición más multitudinaria en la historia del festival, más la presencia de más de 140 bandas entre las que destacaron:
- Lugar: Recinto Ferial y Centro histórico, Plaza del Trigo.
- Fecha: 10 - 14 de agosto de 2016
- Características: Hubo dos nuevos escenarios, uno dedicado a la escena musical iberoamericana, llamado "Escenario Charco", situado en el Parque de la Isla. Y otro dedicado a una temática años 60 llamado "Baile Vermut" en la Plaza Arco Pajarito.

Cartel Internacional:
- Mando Diao (Suecia)
- The Hives (Suecia)
- Cycle (Nueva Zelanda / España )
- Molotov (México)
- Kula Shaker (Inglaterra)
- Exsonvaldes (Francia)
- Talisco (Francia)
- Digital XXI + Stefan Olsdal (Suecia / España )

Cartel Iberoamericano (Escenario Charco):
- (Colombia): Guacamayo Dj´s y Montoya;
- (Argentina): LulaCruza, Onda Vaga, Masa, Changa Vía Circuito y Kaleema;
- (México): Quiero Club;
- (Chile): Javiera Mena;

Cartel Nacional :
- Izal
- Dúo Dinámico
- Love of Lesbian
- Second
- Fuel Fandango
- 091
- Quique González & Los Detectives
- León Benavente
- Alex Cooper
- Corizonas
- Cycle
- Delorean
- Ángel Stanich
- L.A.
- La Frontera
- Manel
- Niño de Elche
- Triángulo de Amor Bizarro
- Belako
- Carlos Sadness
- Egon Soda
- Elyella Dj´s
- Micky y los colosos del ritmo
- Miss Caffeina
- Nudo Zurdo
- Sidecars
- Digital XXI + Stefan Olsdal
- Ellos
- Luis Brea y el miedo
- Maga
- Mucho
- Perro
- Señores
- Paco Clavel
- Corbat DJ's